# Фестиваль «Український кавун — солодке диво»

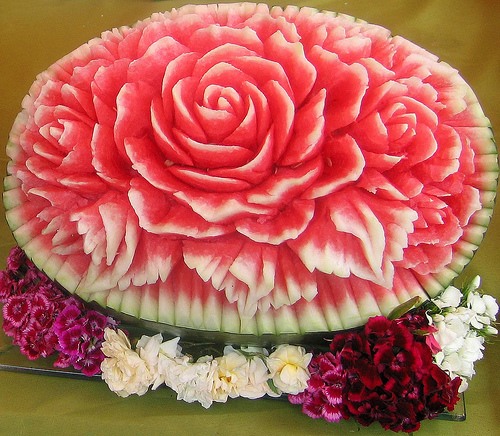

Фестиваль «Український кавун — солодке диво»  — гастрономічний фестиваль, що проводять в містечку Гола Пристань, Херсонська область.

## Започаткування і програма
Фестиваль започаткували в містечку Гола Пристань 2003 року. Адже містечко уславилось баштанами та співпрацею із науковцями Інституту південного овочівництва та баштанництва Академії аграрних наук України. Інститут овочівництва та баштанництва в Голій Пристані працює вже чверть століття. В програмі фестивалю — важення кавунів, дегустація овочів, кавун-карвінг тощо. Саме такі малі свята переростають у щось значуще і витягають із безвісти маленькі міста.

## Фестивальні рекорди
Як і кожний сільськогосподарський та гастрономічний фестиваль, цей має власну програму. Відвідувачам і гостям звітують вирощеними зразками овочевих культур, перш за все баштанними. Обов'язковим є зважування кавунів. Серед рекордів -
- кавун 2011 року — 53 кілограми
- кавун 2012 року — 95 кілограмів.

Але незареєстрованим був рекорд 2011 року, коли в Херсонській області виростили велетня-кавуна у 125 (сто двадцять п'ять) кілограмів. Але під час перевезення кавун-рекордсмен упав і розбився ще до фестивалю. Відомо, що рекорди дає сорт «Кароліна-Крос». Саме з цього сорту і виходять найбільші за вагою кавуни, серед них і той, що був занесений до книги рекордів Гіннеса — вагою в сто дев'ятнадцять кілограмів.

## Кавун-карвінг
Аби привернути увагу до власної продукції баштанних, продавці солодкої продукції започаткували різьблення по кавунах. Розроблялись найрізноманітніші малюнки, що були перенесені на еластичні боки кавунів. Кавун-карвінг дозволяє використовувати зображення разом із написами та комбінувати вироби з іншими овочами та квітами.
На фестивалі існує як виставка кавун-карвінга, так і майстер клас з різьблення на кавунах.

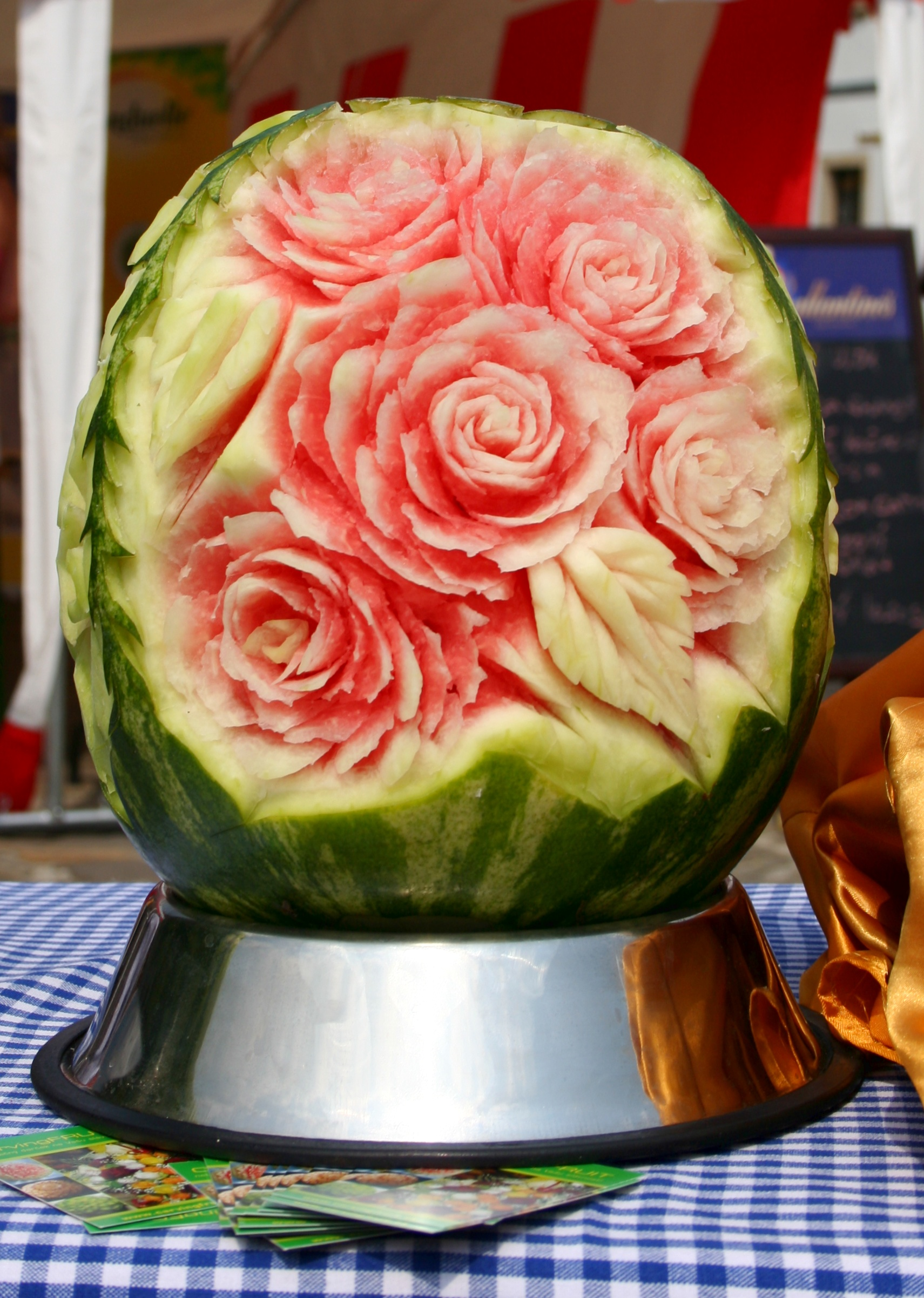
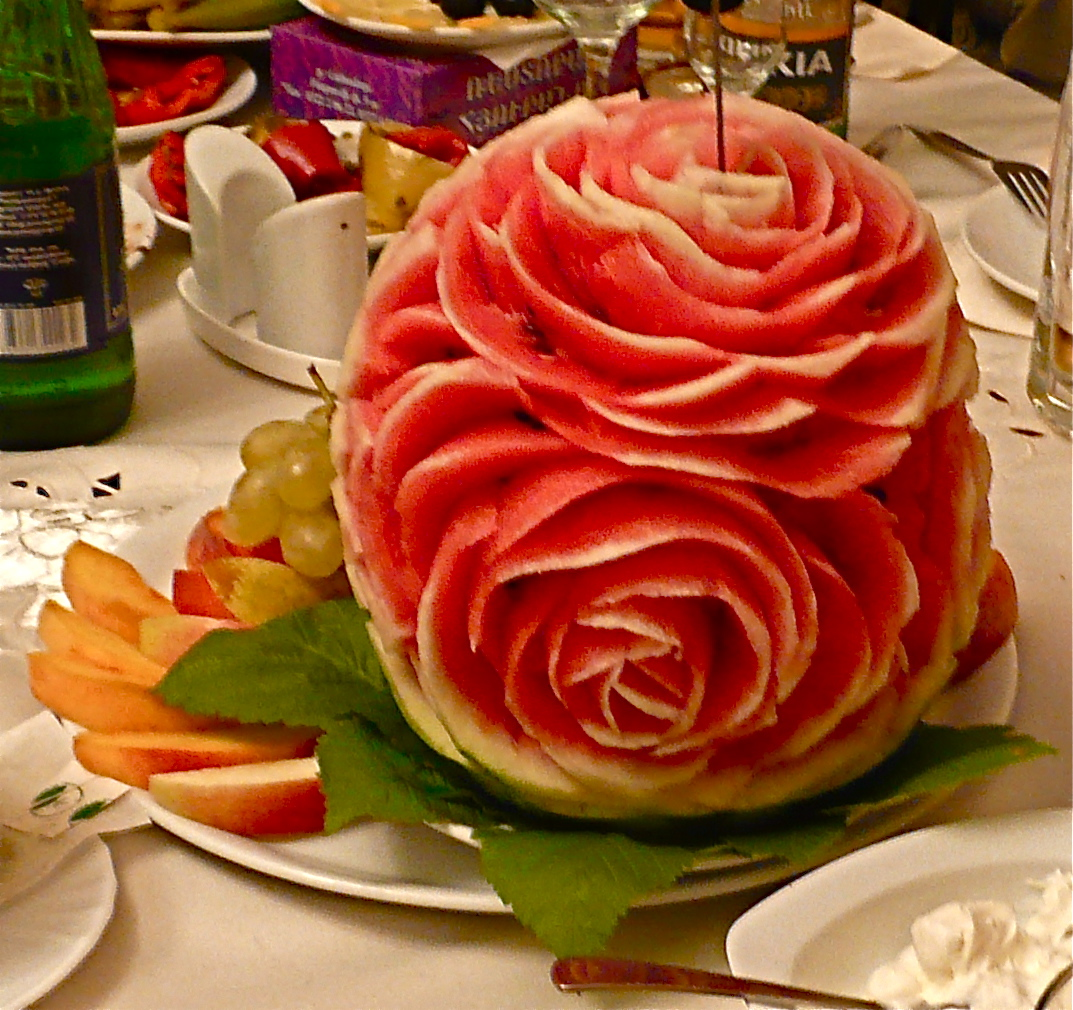
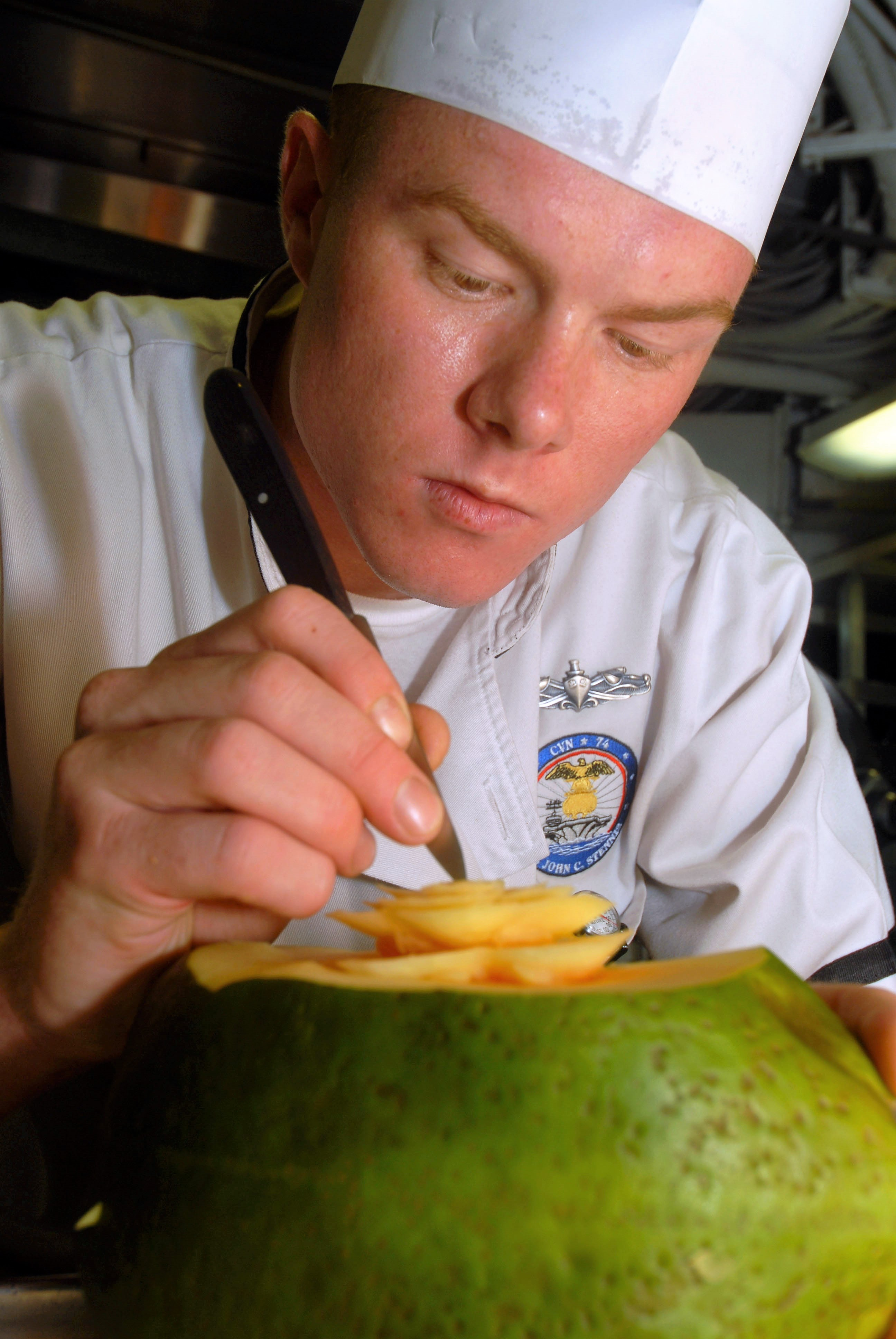
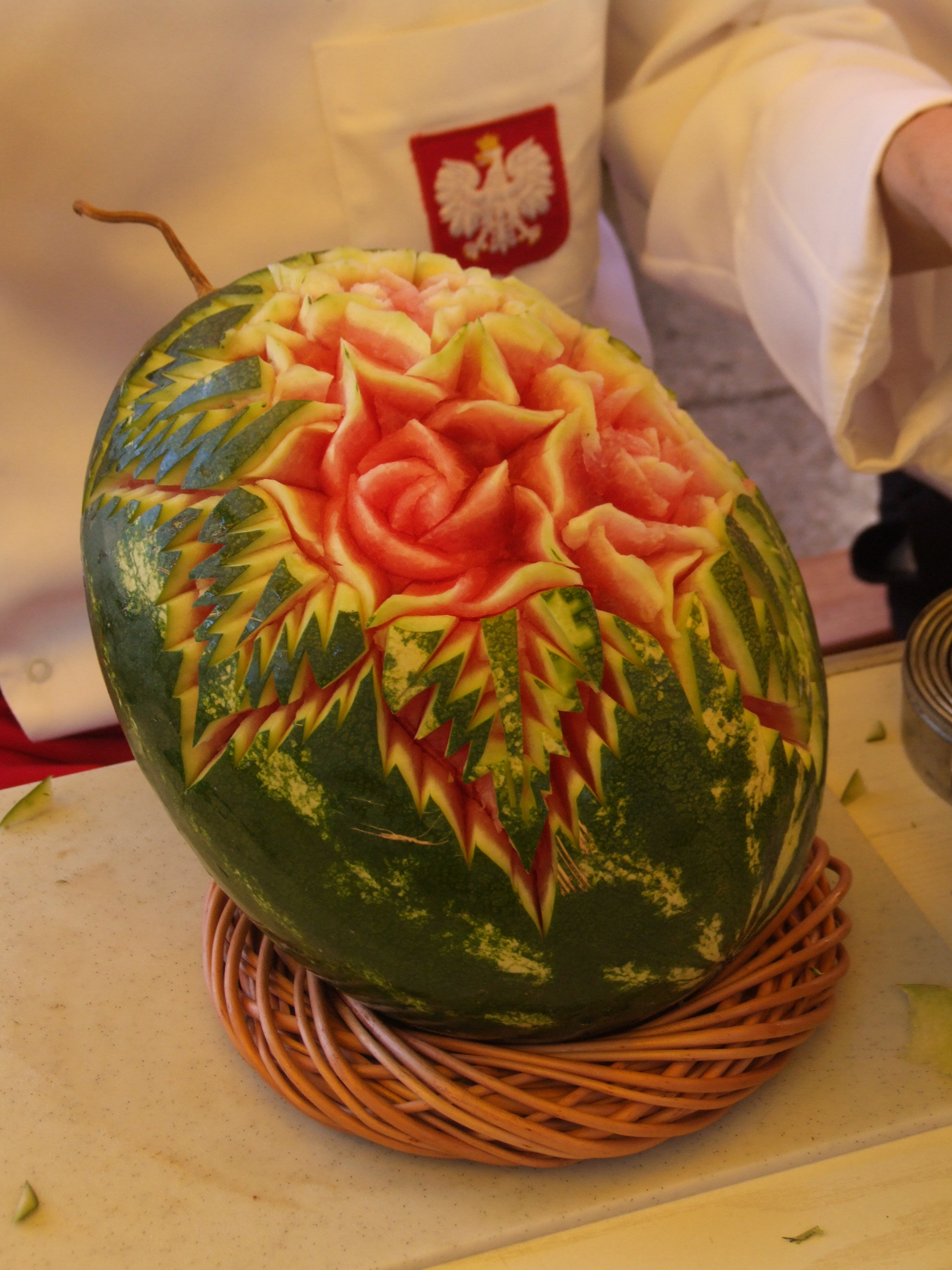
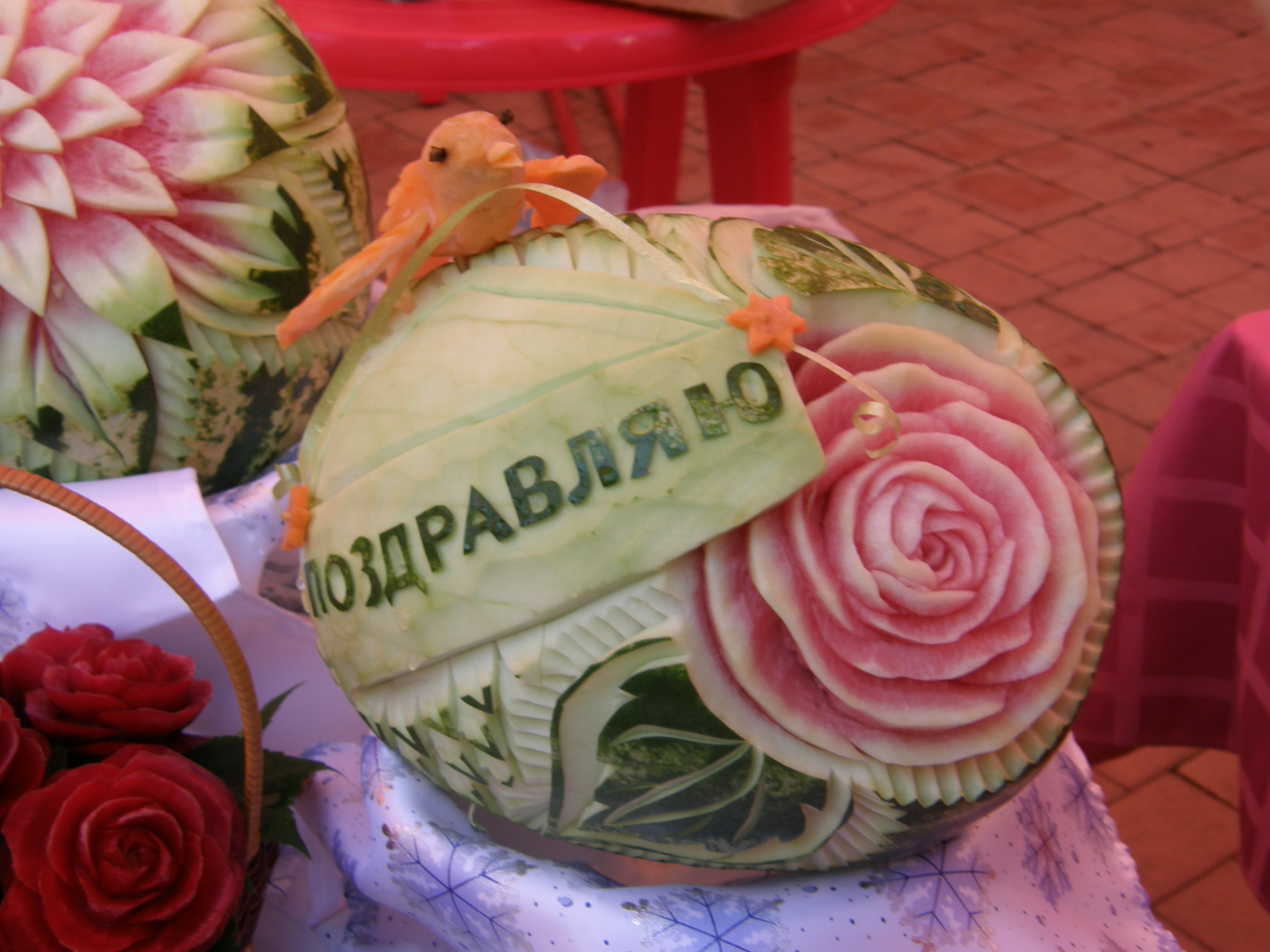
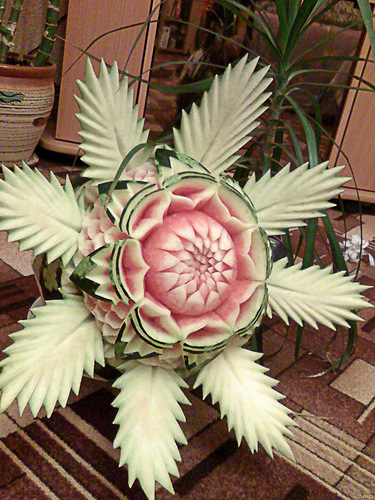
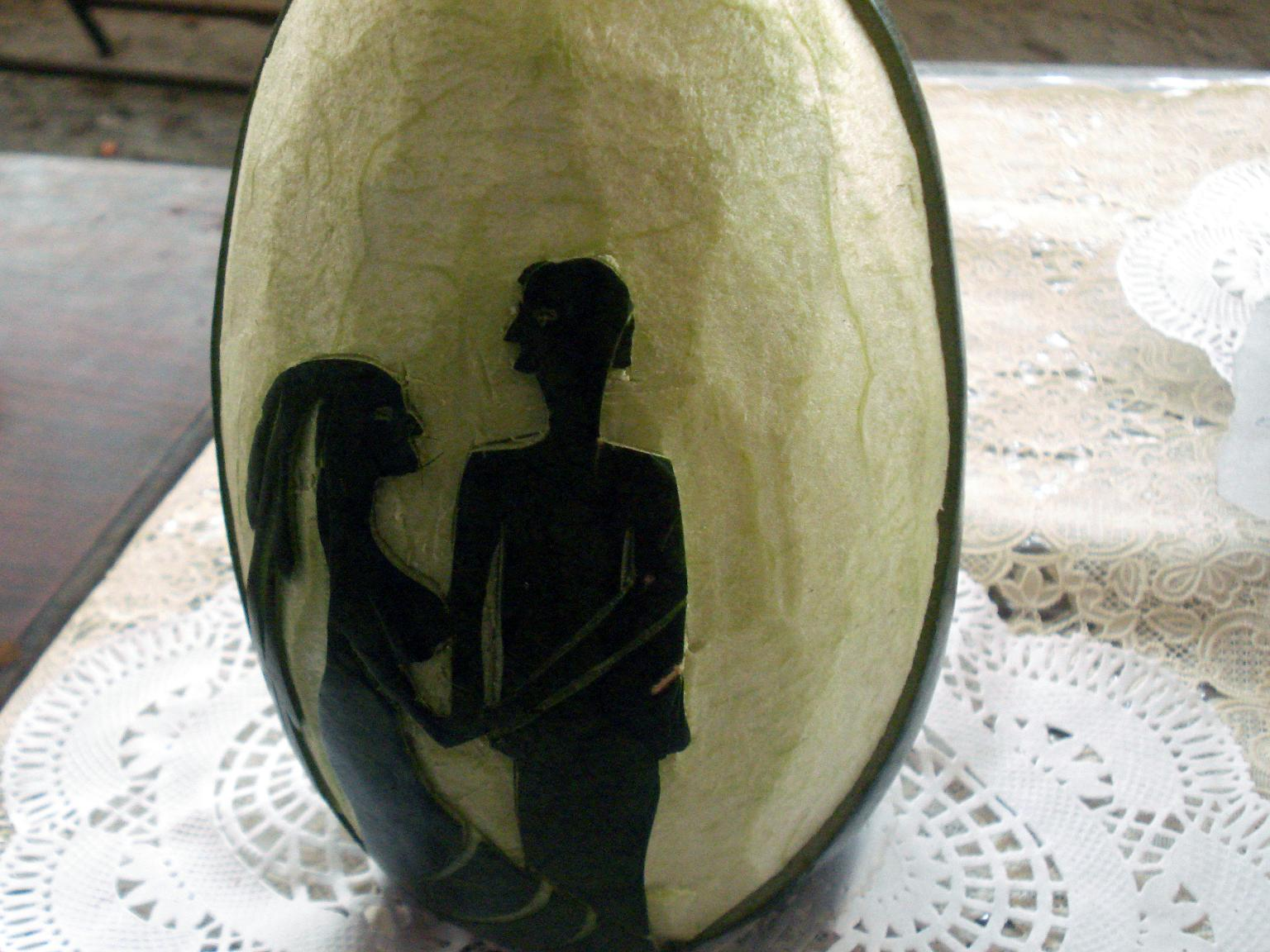
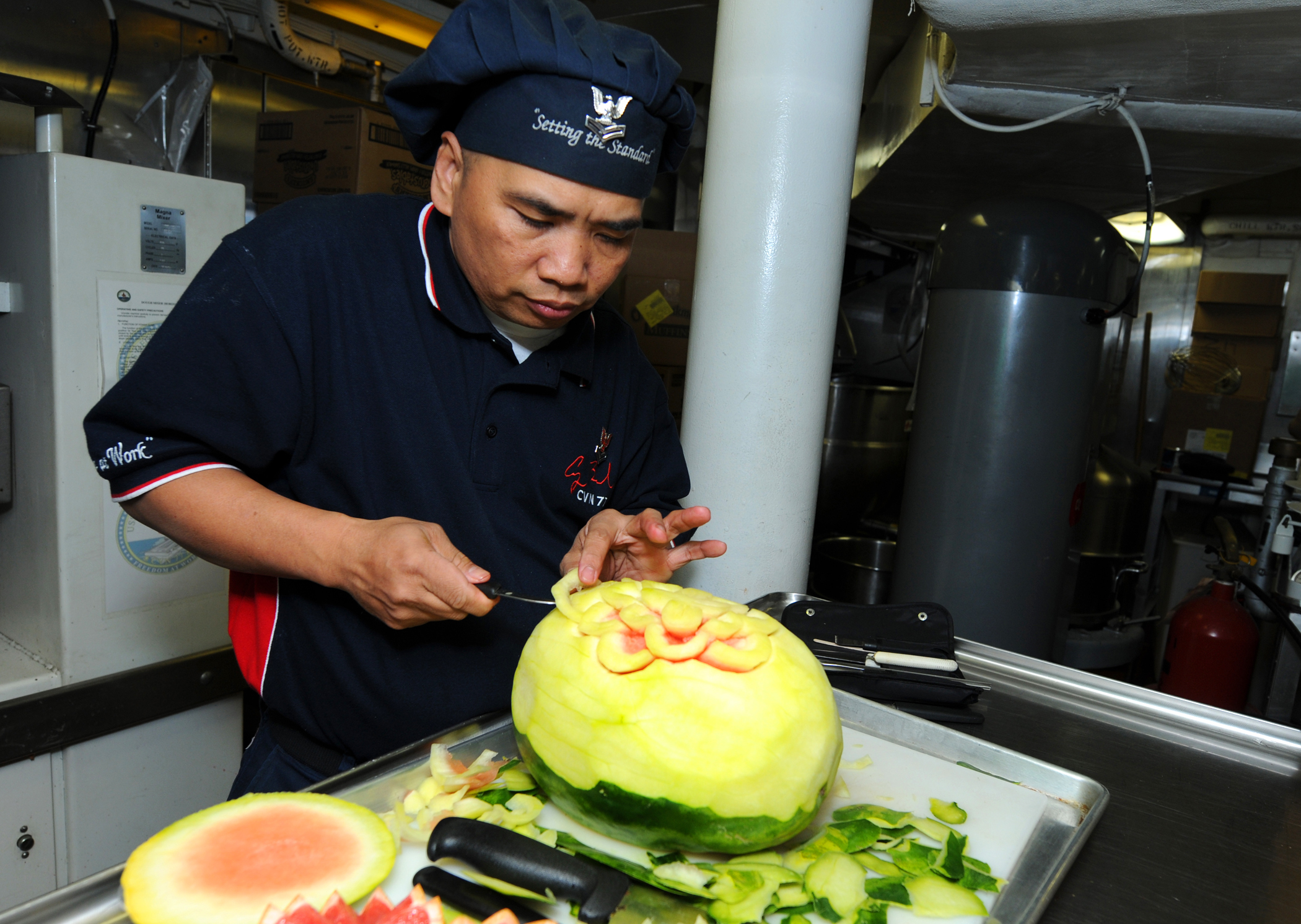
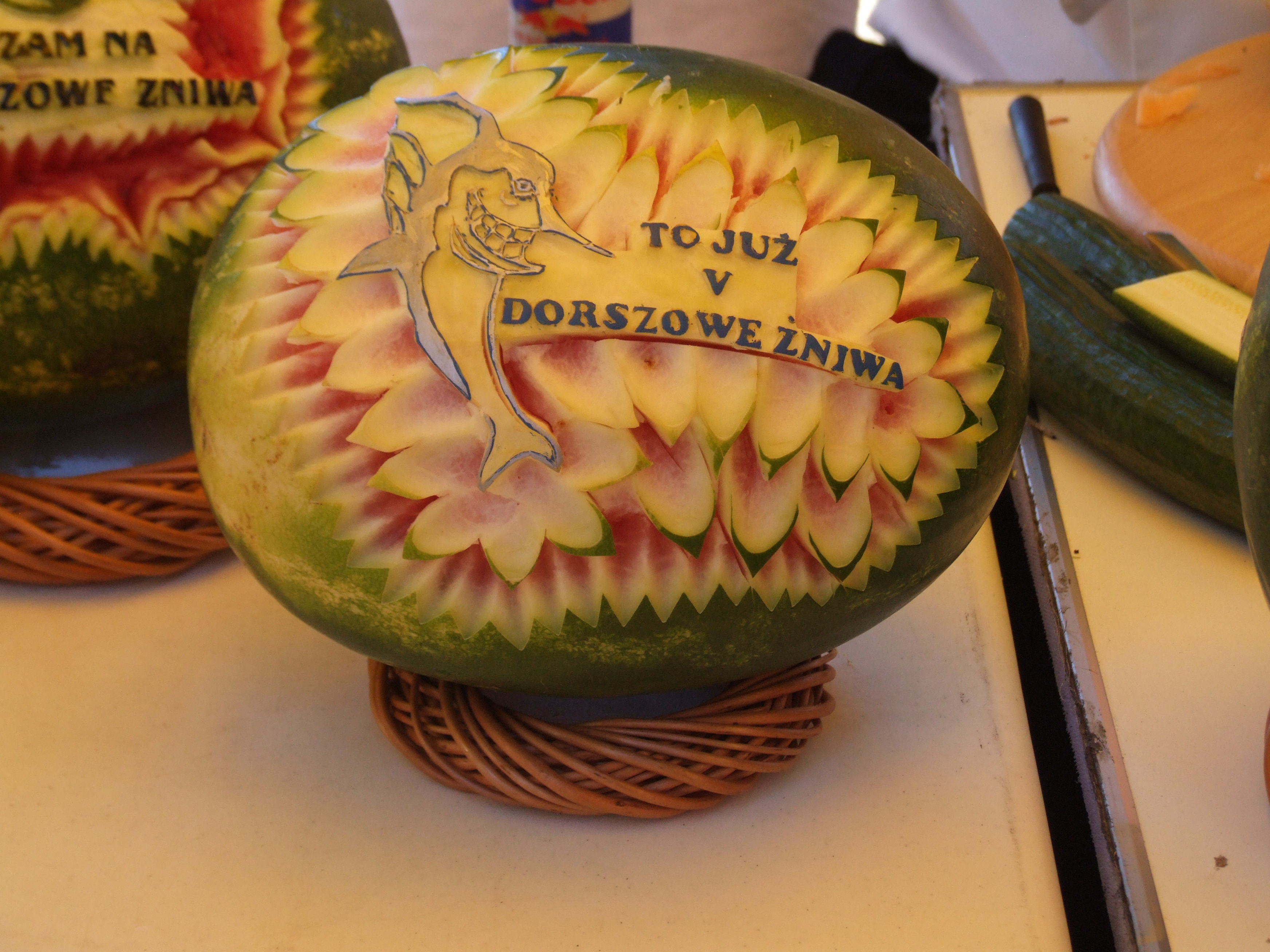
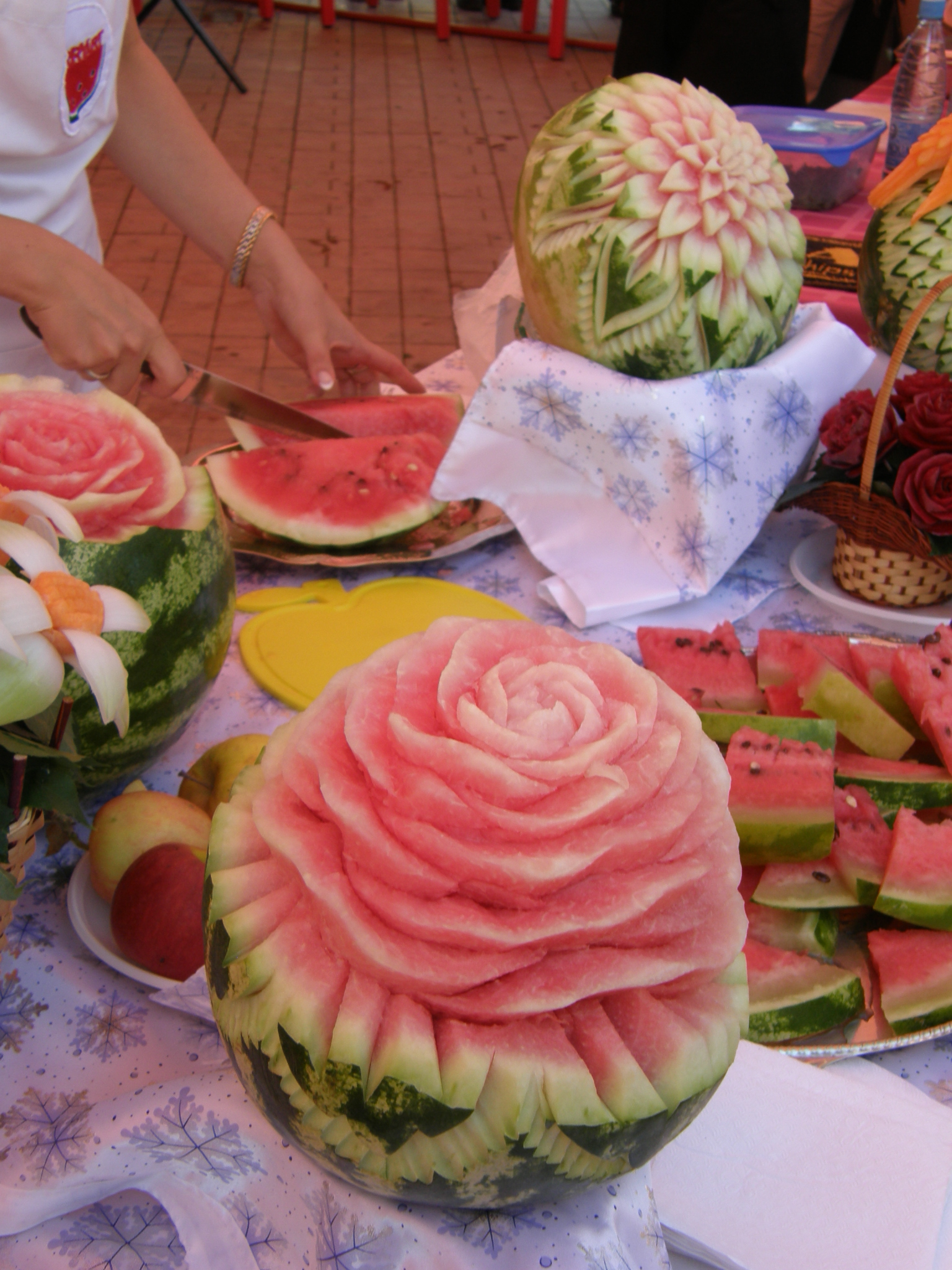

## Монумент Кавуну
Фестиваль вже має власну невелику історію і навіть монумент Кавуну, який створили на набережній міста Гола Пристань. Це бетонний кавун із відрізаною скибкою заввишки 1,75 метра і завширшки 1,20 метра. Монумент відкрили ще під час Шостого фестивалю «Український кавун — солодке диво».